# U letohrádku královny Anny
Ulice U letohrádku královny Anny na Hradčanech v Praze spojuje ulice Mariánské hradby a U Písecké brány. Nazvána je podle renesanční stavby Letohrádek královny Anny v Královské zahradě na Pražském hradě, který dal postavit pro svou manželku Annu Jagellonskou císař Ferdinand I. v letech 1538-1560. Císař Rudolf II. nechal v prvním patře zbudovat observatorium, ve kterém pracovali astronomové Tycho Brahe a Jan Kepler.

## Budovy, firmy a instituce
- měšťanský dům - U letohrádku královny Anny 1
- měšťanský dům - U letohrádku královny Anny 2[3]
- měšťanské domy - U letohrádku královny Anny 3 a 5[4]